# Syncopacma
Syncopacma är ett släkte av fjärilar som beskrevs av Edward Meyrick 1925. Syncopacma ingår i familjen stävmalar.

## Dottertaxa tillSyncopacma, i alfabetisk ordning[1][2]
- Syncopacma acanthyllidis
- Syncopacma acrophylla
- Syncopacma adenocarpella
- Syncopacma adversa
- Syncopacma albipalpella
- Syncopacma argyrobiella
- Syncopacma azosterella
- Syncopacma biareatella
- Syncopacma centralis
- Syncopacma cinctella
- Syncopacma cincticulella
- Syncopacma consimilis
- Syncopacma coronillella
- Syncopacma crotalariella
- Syncopacma destrigella
- Syncopacma euprosopa
- Syncopacma faceta
- Syncopacma fasciata
- Syncopacma finlandica
- Syncopacma fulvistilella
- Syncopacma genistae
- Syncopacma ignobiliella
- Syncopacma incognitana
- Syncopacma karvoneni
- Syncopacma larseniella
- Syncopacma leucopalpella
- Syncopacma ligulella
- Syncopacma lutea
- Syncopacma melanocephala
- Syncopacma metadesma
- Syncopacma mitrella
- Syncopacma monochromella
- Syncopacma montanata
- Syncopacma nigrella
- Syncopacma obliquella
- Syncopacma oxyspila
- Syncopacma palpilineella
- Syncopacma patruella
- Syncopacma perforatella
- Syncopacma perfuscata
- Syncopacma polychromella
- Syncopacma rebeliella
- Syncopacma ruptella
- Syncopacma sangiella
- Syncopacma schillei
- Syncopacma sikoraella
- Syncopacma suecicella
- Syncopacma syncrita
- Syncopacma taeniolella
- Syncopacma telaviviella
- Syncopacma ussuriella
- Syncopacma vinella
- Syncopacma wormiella
- Syncopacma vorticella
- Syncopacma zonariella